# Scelloides parvus
Scelloides parvus är en tvåvingeart som beskrevs av Octave Parent 1933. Scelloides parvus ingår i släktet Scelloides och familjen styltflugor. Inga underarter finns listade i Catalogue of Life.